# Etienne of the Glad Heart
Etienne of the Glad Heart est un film muet américain réalisé par Colin Campbell et sorti en 1914.

## Fiche technique
- Réalisation : Colin Campbell
- Scénario : Maibelle Heikes Justice
- Production : William Nicholas Selig
- Date de sortie : États-Unis : 3 août 1914

## Distribution
- Wheeler Oakman : Étienne
- Bessie Eyton : Marie
- Joe King : Olaf
- Tom Mix : Peter
- Frank Clark : le vieux Paul
- Lillian Hayward : Ritta
- Old Blue, le cheval de Tom Mix